# 卡尔弗特·沃克斯
卡尔弗特·沃克斯（Calvert Vaux /vɔːks/；1824年12月20日—1895年11月19日）是一位英裔美国建筑师和景观设计师，和弗雷德里克·奧姆斯特德一起设计了纽约市的中央公园。
除去中央公园外，沃克斯还在在美国东北部设计和建造了数十个公园。他提出了美国城市化中建设公园的重要性。

## 生平
他出生于伦敦，1825年2月9日在圣贝尼特格雷斯教堂受洗，父亲是一名医生。他曾是英国建筑师、哥特式复兴运动的领军人物刘易斯·诺卡尔斯·科廷汉（Lewis Nockalls Cottingham）的学徒。
1850年，沃克斯展出了他在美国旅途中创作的一系列水彩风景画，引起了纽堡景观设计师安德鲁·杰克逊·唐宁的注意。两人决定合作成立建筑事务所。唐宁去世后，沃克斯获得了事务所的控制权，邀请员工弗雷德里克·克拉克·威瑟斯合伙，设计了纽约公共图书馆杰弗逊市场分馆等建筑。
1857年，沃克斯聘请了弗雷德里克·奧姆斯特德，一起设计了中央公園。1865年，他们还一起成立了奥姆斯特德和沃克斯公司（Olmsted, Vaux and Co.），随后设计了展望公园、晨邊公園等。
1895年11月19日，沃克斯在探望儿子唐宁时在布鲁克林格雷夫森德湾意外溺水身亡，安葬在金斯顿的蒙特雷波斯公墓。1998年，纽约市将位于格雷夫森德的一座公园命名为卡尔弗特·沃克斯公园以纪念他。